# Ópera Alemã de Berlim

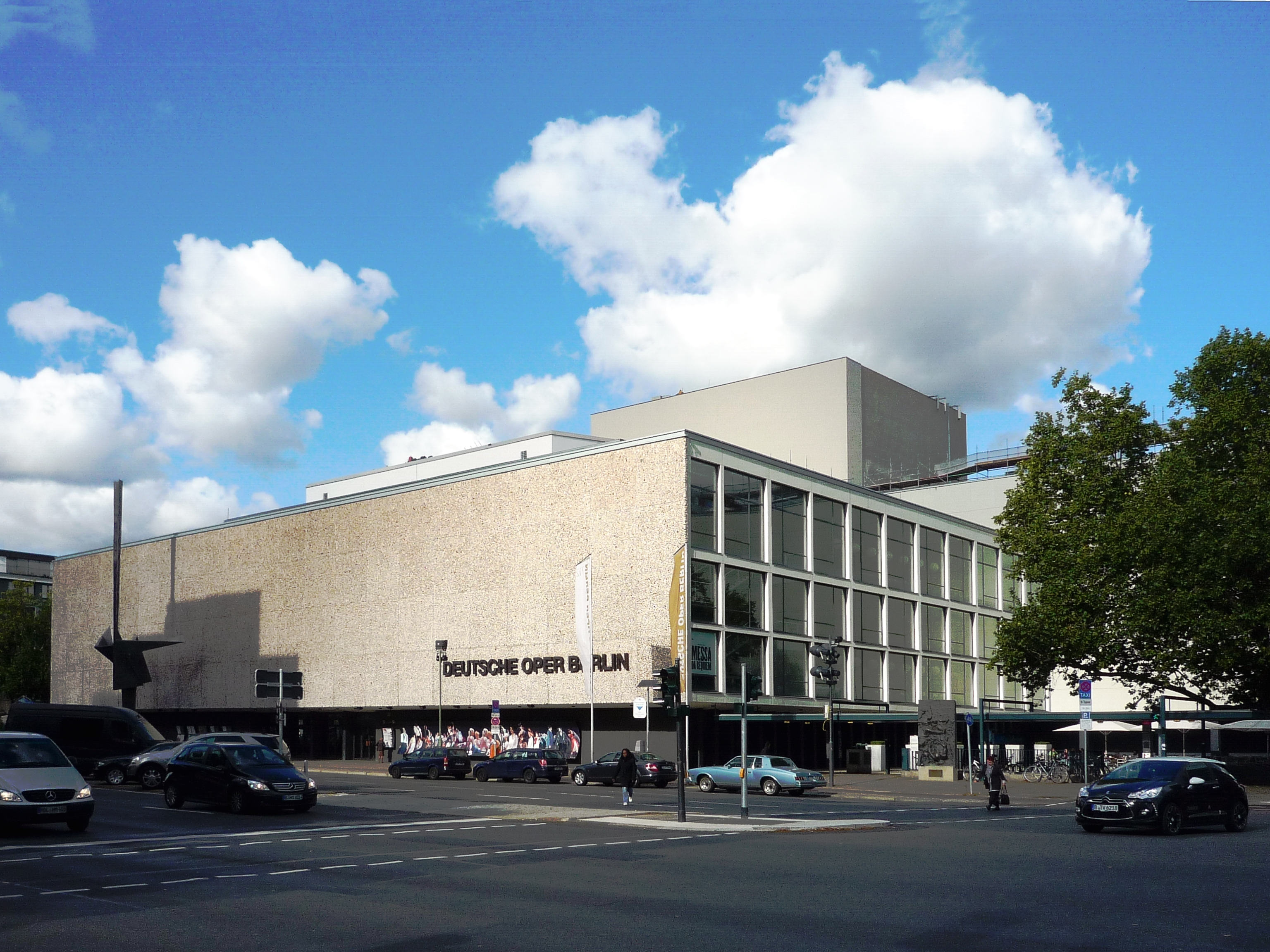
Deutsche Oper, 2021.

A Ópera Alemã de Berlim (em alemão: Deutsche Oper Berlin) é um teatro de ópera situado no bairro de Berlin-Charlottenbourg, na capital alemã. Com 1865 lugares, é um dos maiores teatros estatais e abriga a companhia  homônima.

## História
A história do teatro remonta ao tempo em que era conhecido como Deutsches Opernhaus, inaugurado em 7 de novembro de 1912, com a apresentação de Fidelio, ópera de Ludwig van Beethoven, conduzida por Ignatz Waghalter.
Após a incorporação de Charlottenburg ao município de Berlim, por meio da Lei da Grande Berlim, o nome do teatro foi mudado para Städtische Oper (Casa de Ópera Municipal), em 1925. Depois da tomada do poder pelos nazistas, em 1933, o teatro passou a ser controlada pelo Ministério do Entretenimento e Propaganda, e o ministro Joseph Goebbels mudou seu nome para Deutsches Opernhaus, competindo com a Ópera Estatal de Berlim, em Mitte, sob o controle do seu rival, o Primeiro-ministro Hermann Göring. Em 1935, a construção foi remodelada por Paul Baumgarten, e os lugares foram reduzidos, de 2 300 para 2 098. Carl Ebert, o empresário da companhia antes da Segunda Guerra Mundial, decidiu emigrar da Alemanha e tornou-se o cofundador do Festival de Ópera Glyndebourne, na Inglaterra. A casa de ópera foi destruída por um ataque aéreo em 23 de novembro de 1943. Terminada a guerra, Ebert retornou para a companhia, voltando a ocupar seu antigo cargo.
Após a guerra, a companhia, que estava sediada em Berlim Ocidental, usou o Theater des Westens como residência até a reconstrução do seu teatro. O arquiteto Fritz Bornemann completou o serviço em 24 de setembro de 1961. A produção de reabertura foi Don Giovanni, de Wolfgang Amadeus Mozart, e o teatro foi reinaugurado com o atual nome.
Antigos diretores musicais (Generalmusikdirektoren) incluem Bruno Walter, Kurt Adler, Ferenc Fricsay, Lorin Maazel, Gerd Albrecht, Jesús López Cobos e Christian Thielemann. 
Em abril de 2001 o maestro italiano Giuseppe Sinopoli morreu no podium, enquanto conduzia a ópera Aida de Giuseppe Verdi, aos 54 anos.
Em outubro de 2005, o maestro italiano Renato Palumbo foi apontado como novo diretor musical, na temporada 2006/2007. Em outubro de 2007, a Ópera anunciou Donald Runnicles como novo diretor musical, efetivo em agosto de 2009, com um contrato inicial de cinco anos. Palumbo e a companhia aceitaram terminar o contrato em novembro de 2007.

## Diretores Musicais
- Ignatz Waghalter (1912–1923)
- Bruno Walter (1925–1929)
- Kurt Adler, maestro residente (1932–1933)
- Artur Rother (1935–1943, 1953–1958)
- Karl Dammer (1937–1943)
- Ferenc Fricsay (1949–1952)
- Richard Kraus (1954–1961)
- Heinrich Hollreiser, maestro chefe (1961–1964)
- Lorin Maazel (1965–1971)
- Gerd Albrecht, maestro residente (1972–74)
- Jesús López Cobos (1981–1990)
- Giuseppe Sinopoli (1990)
- Rafael Frühbeck de Burgos (1992–1997)
- Christian Thielemann (1997–2004)
- Renato Palumbo (2006–2008)
- Donald Runnicles (2009–presente)